# Pistolet Beretta 948
Beretta 948 – włoski pistolet samopowtarzalny. pierwszy seryjny pistolet Beretty ze szkieletem ze stopu lekkiego.
Po wyzwoleniu Włoch zakłady Beretta wznowiły produkcję pistoletów M1934 i M1935 dla włoskiej armii i policji. W 1948 roku firma postanowiła rozszerzyć swoją ofertę o pistolet przeznaczony na włoski rynek cywilny. Ponieważ w tym czasie obowiązywał wprowadzony przez aliantów zakaz posiadania przez obywateli włoskich broni krótkiej o kalibrze innym niż sportowy .22 w biurze projektowym Beretty opracowano wersję pistoletu M1934 zasilaną tym nabojem.
Nowy pistolet był produkowany początkowo z lufą długości 87 mm jako broń do samoobrony. W następnych latach powstały także przeznaczone na rynek amerykański wersje z lufami długości 115 i 152 mm przeznaczone do rekreacyjnego strzelania. Odmiany z dłuższymi lufami były sprzedawane pod nazwami Featherweigh i Plinker. Model 948 stał się także podstawą do opracowania sportowego pistoletu Olimpico